# Alessandro Della Valle
Alessandro Della Valle, född 8 juni 1982, är en före detta fotbollsspelare från San Marino som spelat för Sanvitese och San Marino.